# Sloup Nejsvětější Trojice (Teplá)
Sloup Nejsvětější Trojice (rovněž Morový sloup) je barokní sochařské dílo v historické části Teplé v okrese Cheb v Karlovarském kraji. Od roku 1964 je chráněn jako kulturní památka.

## Historie
Trojiční sloup byl vztyčen roku 1721 na náklady zdejšího rodáka Zachariase Adalberta, svobodného pána z Hittern. Historik Anton Gnirs vyslovil v roce 1932 domněnku, že autorem je žlutický sochař Oswald Josef Wenda. Autorství sochařského díla je však nejisté. Možná si donátor objednal návrh u některého z tehdejších vídeňských umělců, ale konkrétní osobnost autora není známá ani příliš pravděpodobná. Pravděpodobnější se jeví, že donátor využil některého z umělců, kteří ve stejné době pracovali pro nedaleký premonstrátský klášter. Přímo na klášter odkazuje socha jeho zakladatele blahoslaveného Hroznaty. Podíl tepelského kláštera se celkové na podobě projevil v jeho ikonografii, přesněji ve výskytu a rozmístění některých světců. Wendovo autorství sochařské výzdoby sloupu v Lokti bylo vyvráceno archivním nálezem, kde je jako autor díla označován Johann Karl Stilp. Některé sochy loketského a tepelského sloupu jsou téměř totožné. Kromě toho sochař Wenda v roce vztyčení sloupu zemřel. Na základě těchto skutečností je nově za autora sochařského díla v Teplé považován Johann Karl Stilp.
Na sloupu jsou uvedeny roky oprav a renovací, konkrétně roky 1765, 1808, 1855, 1881, 1928 a 1972. V historických pramenech je písemná zmínka o opravě dokladovaná až roku 1881. V pamětní knize tepelské farnosti se popisuje oprava z roku 1928. V zápisu se uvádí, že byla opravena socha Nejsvětější Trojice, která byla nově pozlacena a opraveny nápisy na sloupu. Byly pokáceny duby kolem památky, které ji částečně zakrývaly. Po druhé světové válce se stav památky rychle zhoršoval. Docházelo k ničení soch, v zápisu Státní památkové péče z 9. října 1956 se uvádí, že socha Hroznaty byla roztříštěna, socha svatého Norberta má uraženou ruku v zápěstí, povalena byla socha svatého Petra, které chybí hlava, a řada dalších poškození. V roce 1970–1972 byly provedeny rozsáhlé opravy a rekonstrukce. V roce 1991 vydal Okresní úřad v Karlových Varech povolení k restaurování balustrády a podstavce. Poslední oprava sloupu proběhla v letech 2006–2008.

## Popis
Předpokládá se, že autorem celého sochařského díla byl německý sochař z Waldsassenu Johann Karl Stilp, který tehdy pracoval ve službách města Chebu. Smlouva na stavbu sloupu však chybí. Památný sloup stojí v horní části svažitého náměstí, pod budovou bývalé staré školy, v současnosti budovou radnice. Čelem je orientován k severovýchodu. Severně nad sloupem stojí na místě původního staršího kostela Kostel svatého Jiljí z let 1762–1765. Jižně od sloupu leží historická kašna z počátku 19. století. Rovněž tyto stavby jsou chráněné jako kulturní památky. Sloup Nejsvětější Trojice stojí na kamenné, v půdorysu šestiúhelníkové třístupňové podezdívce. Je komponován na půdorysu kruhu prostoupeného trojhranem. Sloup obklopuje kamenná kuželková balustráda, na které stojí sochy blahoslaveného Hroznaty, zakladatele kláštera premonstrátů v Teplé, svaté Rozálie a svatého Jana Nepomuckého. Na samostatných dvoustupňových hranolových podstavcích jsou umístěné sochy svatého Václava, svatého Floriána a svatého Leopolda. Vysoký válcový sokl nasedá na římsu a je prolomený třemi vysokými půlkruhovými nikami zakončenými konchou. V nikách stojí plastiky svatého Norberta, svatého Vojtěcha a svatého Quodvultdea. Sokl je mezi nikami členěný širokými lizénami s pravoúhlými vpadlinami. Sloup je završen římsou s hlavicí s andílky a girlandami, ze kterých visí akantové květy. Na římse stojí k východu obrácené sousoší Nejsvětější Trojice se sochami Boha Otce a Krista trůnících na oblacích. Mezi nimi se vznáší na paprskové gloriole plastická holubice, symbol Ducha Svatého.

## Fotogalerie

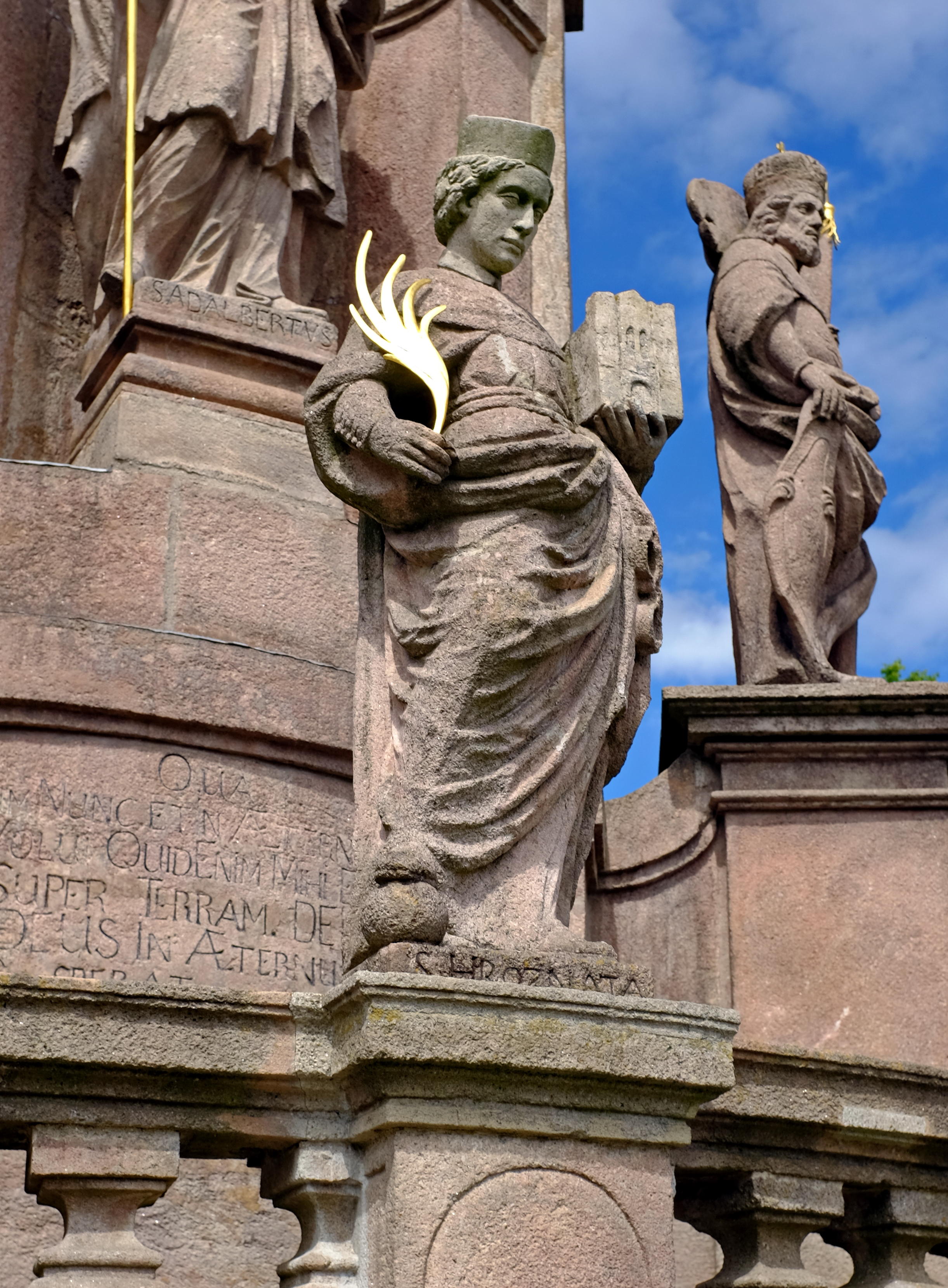
Socha blahoslaveného Hroznaty
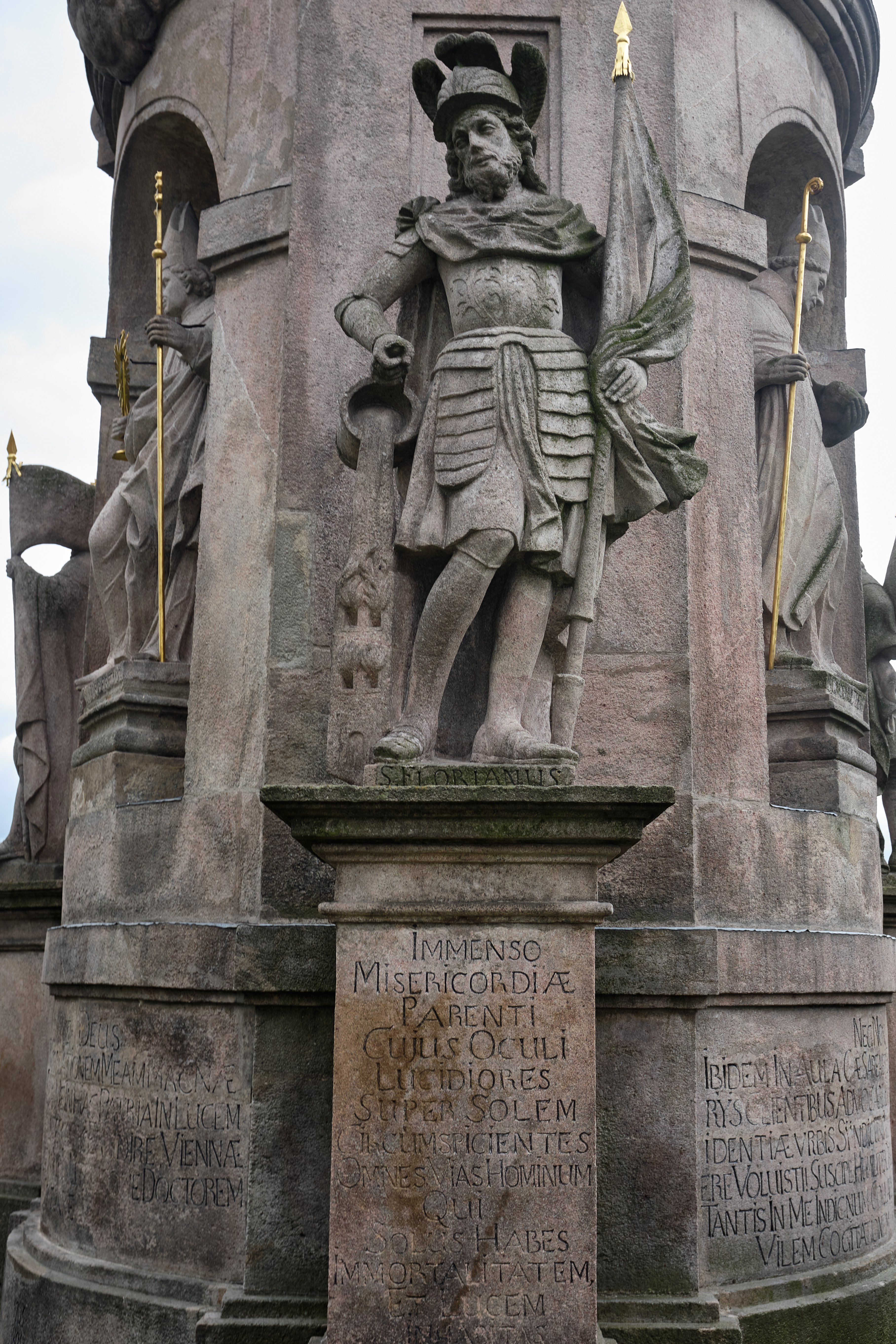
Socha svatého Floriána
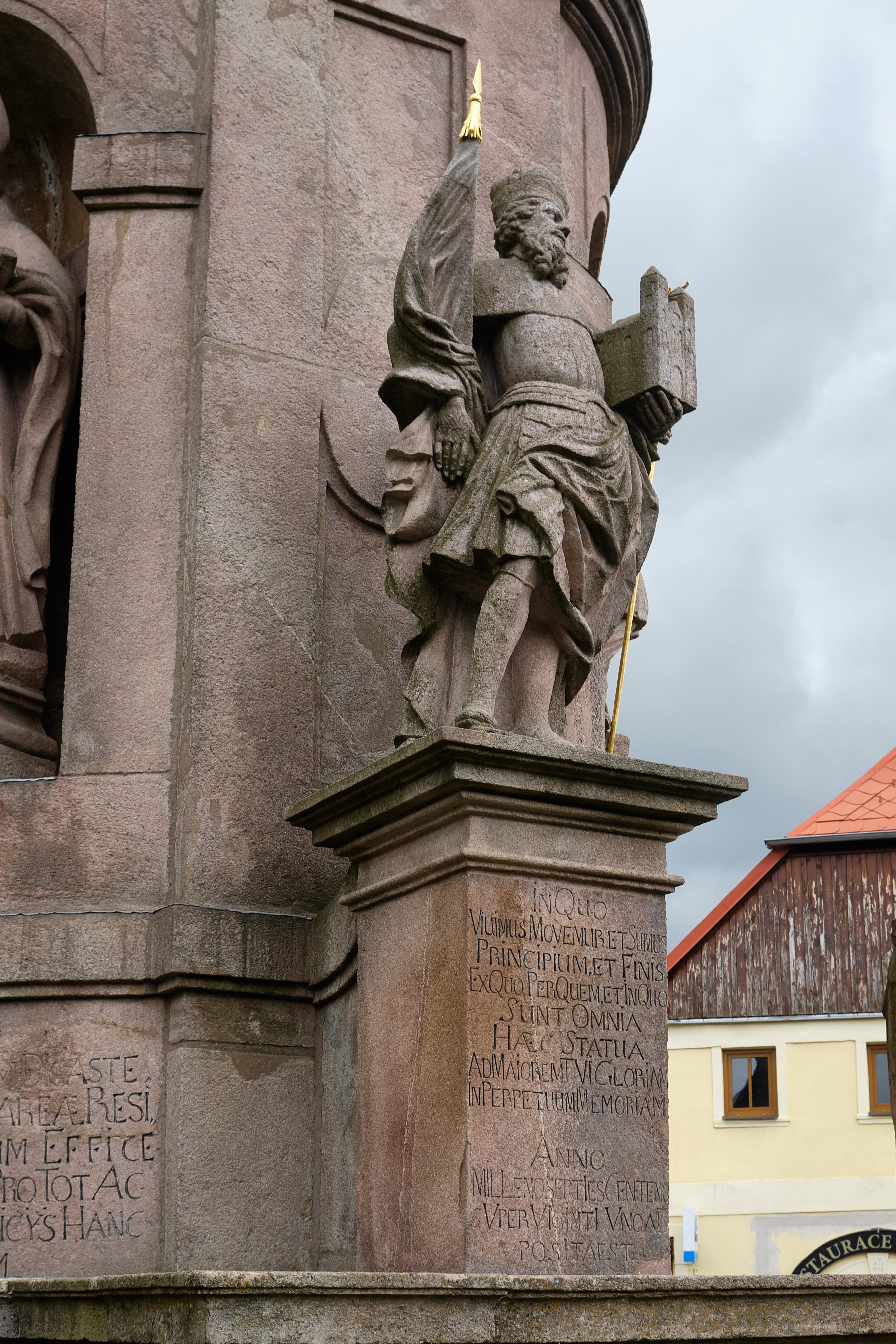
Socha svatého Leopolda
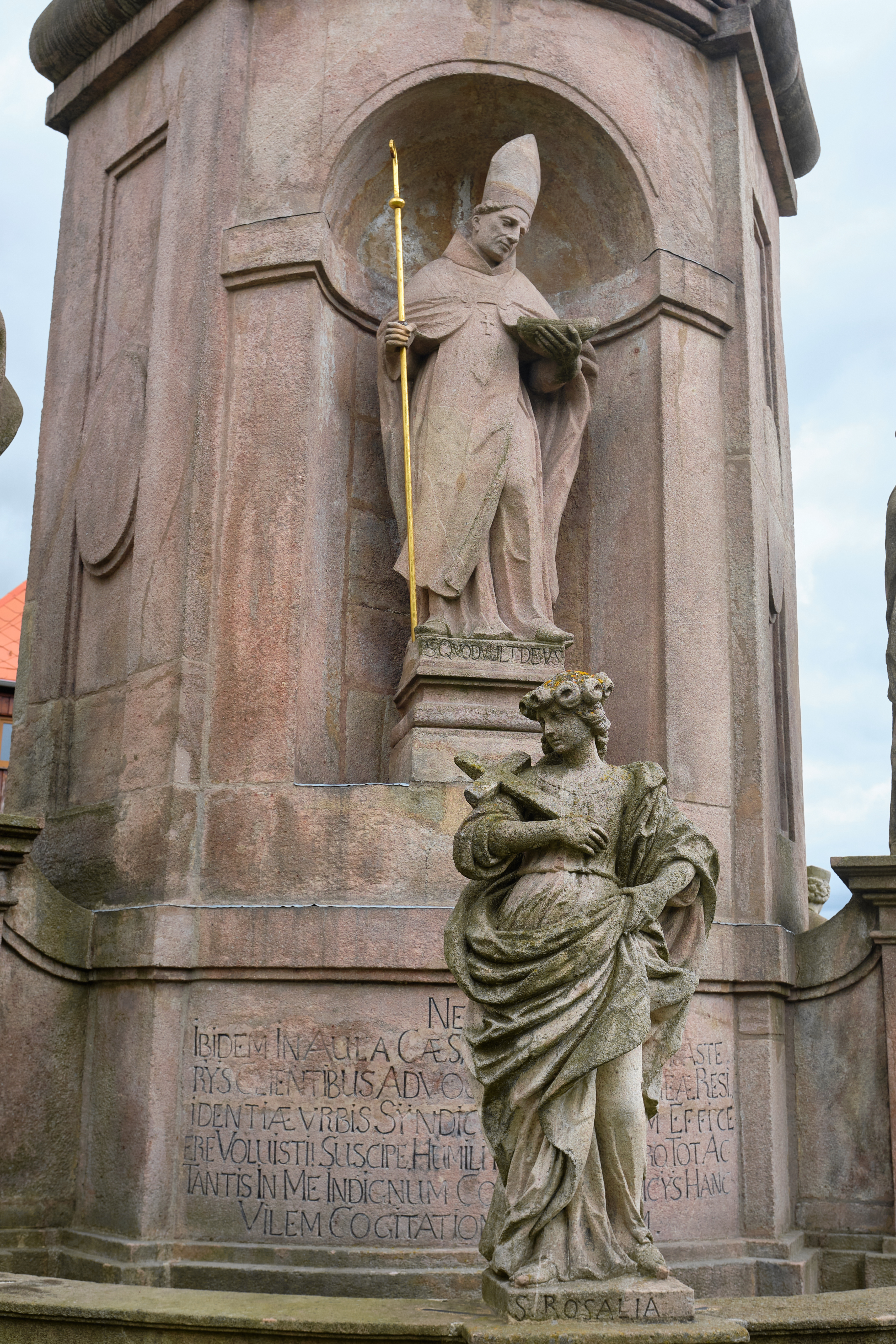
Sochy svatého Quodvultdea a svaté Rozálie
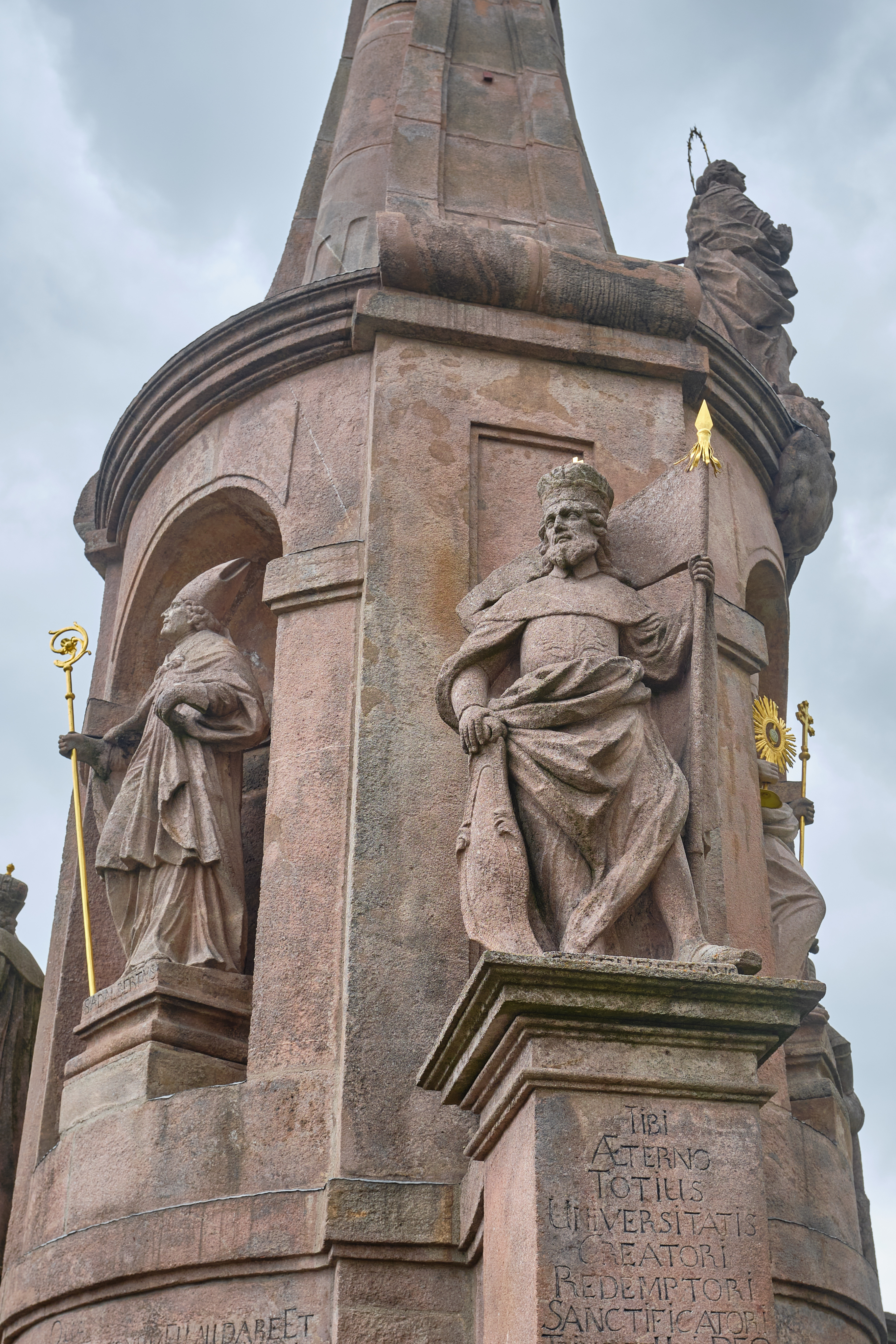
Socha svatého Václava
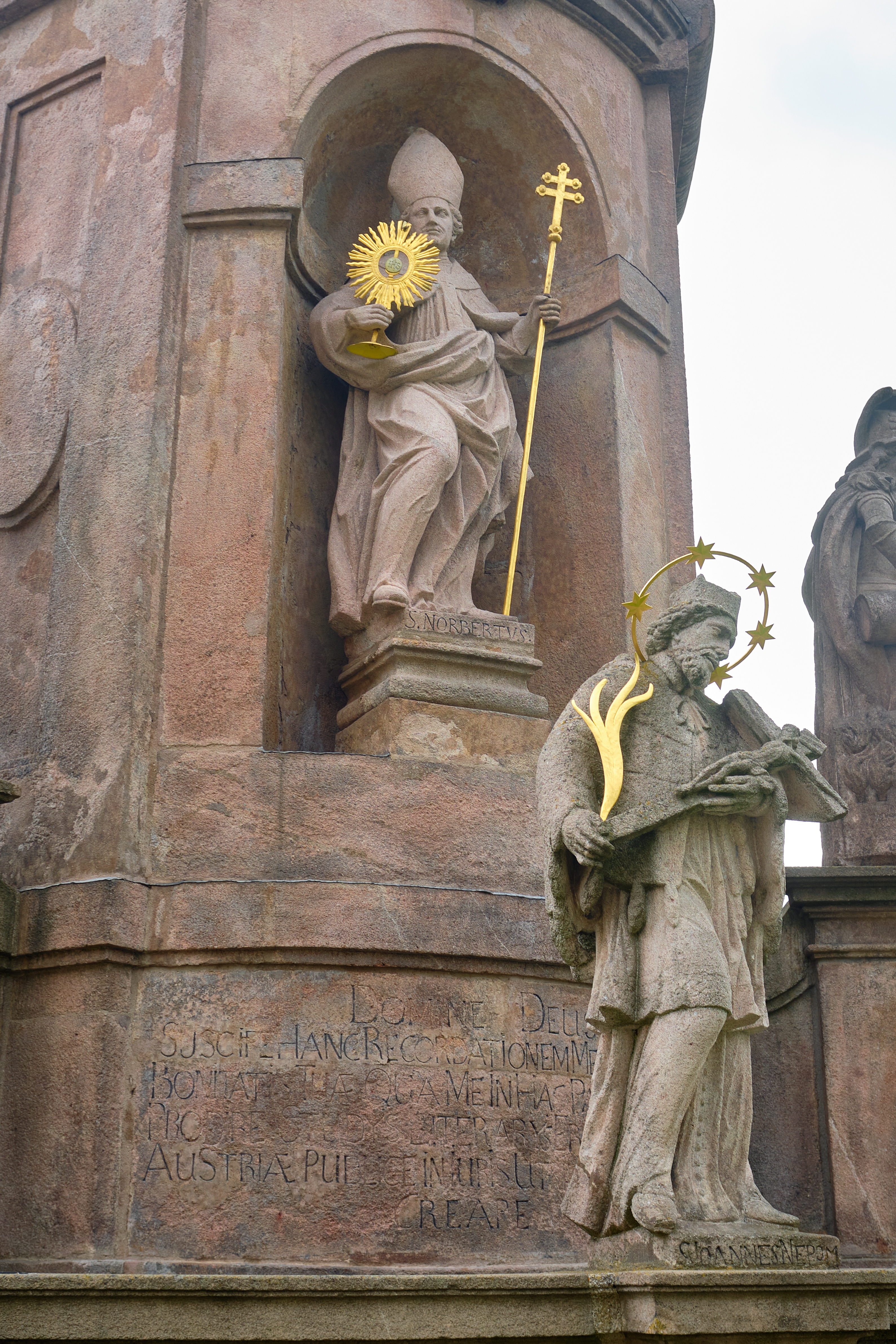
Sochy svatého Norberta a svatého Jana Nepomuckého